# 超弩級戦士ジャスティス
『超弩級戦士ジャスティス』（ちょうどきゅうせんし・ジャスティス）は、山根和俊による日本の漫画作品。

## 概要
『週刊少年ジャンプ』（集英社）にて、連載された漫画。全14話。単行本2巻に、特別読み切りの「魔剣戦記DEICIDE」を収録。

## 登場キャラクター

### 主要人物
ジャスティス
主人公。戦士の一族。
ネクロシスとの戦いでネクロシスの生き残りの少女リボンを殺さなかった事で
他の戦士と対立して一時期戦士を辞める。その後、両親の仇を討つ為に彼に
弟子入りしたレイラに剣技を教える。そして卒業の証として斬魔刀をレイラに渡した。
だがレイラはネクロシスのマスターによって倒されてしまう。
レイラと斬魔刀を探すためにサウスランドに立ち寄る。
三人組のネクロシスが研究所を襲撃していた際にエリーゼを救い斬魔刀を取り戻す。
だがカード使いのネクロシスの言葉に従い遊園地トミーランドにやって来たジャスティスを待っていたのは
アルティマに血を吸われネクロシスと化していたかつての弟子レイラだった。
ジャスティスは苦悩の末にレイラを倒す。その後、失意に沈んでエリーゼ達の前から姿を消すが
モービッド・エンジェル店主の言葉で立ち直り空流征弩を使うネクロシスを倒してジョニーを救う。
その後、街の上空に現れたアルティマの居城に人質にされたエリーゼを救出する為に乗り込み
アルティマと最後の決着を付けてモービッド・エンジェルで待つリボンの所へ帰還した。
リボン
ヒロイン。ネコに変身できる。
ヒルダやレイラなどの女性ネクロシスと同様にハイレグ風な
服を纏っているが実は彼女もネクロシスである。
かつての戦いで彼女を殺さなかったジャスティスの優しさに触れて
彼を慕うようになる。リボンで髪をポニーテールに結んでおり
ジャスティスが最終決戦に向かうとき、お守りとして彼にリボンを手渡した。
そしてジャスティスとキスをしてジャスティスの帰りを待つことにした。
その後はモービッド・エンジェルでジャスティスの帰りを待ち続けた。
エリーゼ・カウフマン
もう１人のヒロイン。サウスランド軍に斬魔刀の調査を依頼された女性博士。
戦争で母親を失っており人間に対して悲観的になっている。またピアノを嗜んでおり
母親との思い出の曲である『エリーゼの為に』を良く弾いている。
斬魔刀を奪う為に研究所を襲撃した３人組のネクロシスに襲われている時に
ジャスティスに助けられ彼と行動を共にするようになる。
最終決戦の際にアルティマに人質としてさらわれてしまいハイレグ風な
ネクロシスの女性服を着せられてしまう。
またネクロシスが滅びつつあるという話を賢朗カーカスから聞かされる。
最終決戦の後は、アルとティマに案内されて負傷したジョニーと共に崩れる城を脱出した。
ジャスティスとリボンとはその後、再会する事ができなかった。

### 戦士の一族
ジョニー・ボンバー
戦士の一族。通称「トサカのジョニー」。
かつてはギター一本だけが頼りの弱小ロッカーだったが、ジャスティスとの出会いで戦士として覚醒。
女性を一瞬で魅了する謎の力を持つ
遊園地トミーランドの戦いで怪物化したぬいぐるみの攻撃からエリーゼを庇って
ジャスティスがレイラに斬られてしまった絶体絶命の場面で颯爽と助けに現れる。
その後、アルとティマが呼び出した巨大ロボット。トミーFXを撃破するが
下敷きになりかけたアルとティマを救う。
そのことによってアルとティマは戦意を喪失しアルティマはレイラを残して撤退した。
ドクノカーに囚われたエリーゼとリボンを救出するが突如現れた空流征弩を使うネクロシスに圧倒されてしまい負傷する。
その後、街の上空に現れたアルティマの城にさらわれたエリーゼを助ける為に乗り込んでいったジャスティスの後を追い
首だけになってジャスティスに襲い掛かったネクロシスを倒してジャスティスを救うが
アルティマに背後から剣で貫かれてしまう。
死んだかに思われていたが何とか一命を取り止め意識を失っていたが崩れる城からエリーゼによって運び出される。
レイラ
戦士の一族。エリーゼにそっくりな容姿をしている。
優れた戦士であった父親がアルティマに敗れネクロシス化し母と自分を襲撃した際に
母親が父親と刺し違え共に息絶える。そして仇を討つ為にジャスティスに弟子入りし
剣の修行をする。だがアルティマとの戦いに敗れてレイラもアルティマに血を吸われて
ネクロシス化してしまう。遊園地トミーランドの戦いでアルティマの下僕として
ジャスティスに襲い掛かるが意を決したジャスティスによって倒される。
死に際には正気に戻っておりジャスティスの腕の中で灰になりネクロシスとしての死を迎える。

### ネクロシス
マスター・アルティマ
ネクロシスのマスター。吸血鬼。
ジャスティスの宿敵でありこの漫画のラスボス。
ネクロシスの中でも高等な種族であり細胞再生能力があり、また血を吸った者をネクロシス化し
僕として従わせる能力を持つ。この能力を使い戦士の一族であるレイラやレイラの父。
人間であるカイゼルやヒルダをネクロシス化した。
またレイラを僕にした際やエリーゼを人質にした際にはハイレグ風なネクロシスの女性服を纏わせている。
父親がネクロシスを裏切り人間の女と子孫を残して戦士の一族を創造した為
父親と人間の血を引くジャスティスを憎んでいる。
最終決戦でジョニーを負傷させるがジャスティスに斬られる。
ジャスティスがアルティマの傷が癒えるまで待ち、何故父親がネクロシスを裏切ったのかという呪縛から
自分を解き放ってくれた事に感謝しつつ最後の戦いを始めた。
アル
ティマと双子のネクロシスの少女。
魔法少女のようなハート状のステッキを所持しており
特殊な魔法でアルティマやレイラを呼び出したりぬいぐるみをパワーアップさせたりする。
ジョニーとの戦いでトミーFXを差し向けた際にジョニーに倒されたトミーFXの下敷きになりかけ
ジョニーに救われてジョニーに恩義を感じるようになる。
ネクロシスの世界は荒廃し双子を最後にネクロシスは生命の新たな芽を吹かなくなってしまう。
ティマ
アルと双子のネクロシスの少女。
アルと共に遊園地トミーランドでジャスティスとエリーゼの前に現れる。スター状の魔法少女風ステッキを
所持しておりアルと共にミンキーモモのような呪文を唱えて特殊な魔法を使った。
最終決戦の後はアルと共にエリーゼとジョニーを崩れる城から脱出させる案内をするが結局、城に残って崩れる城と運命を共にした。
カーカス
賢老。アルティマの側近。
戦争で戦士の数が減っている今が人間界移住の好期とアルティマに進言するが
その前にジャスティスを抹殺しなければならないとたしなめられる。
アルティマの居城が街の上空に出現した際にはアルティマの命令に従って
ジャスティス達の前に現れて転送魔法でエリーゼをアルティマの居城に連れ去った。
またアルティマの居城で意識を取り戻したエリーゼにネクロシスが滅びつつあり
生き残る為に人間界に移住するしかないと語る。
最終決戦ではジャスティスに流れるネクロシスの血が
アルティマに折られた斬魔刀を再生させた事に驚いていた。
カイゼル
斬魔刀を奪う為に研究所を襲撃した３人組のネクロシスのリーダー格。エレキギターで戦う。
元人間でありアルティマに血を吸われる事でネクロシス化した。ヴォルクがジャスティスに倒され
ヒルダがジャスティスに恐怖した際に現れジャスティスと戦闘になるがジャスティスに倒された。
ヴォルク
カイゼルと共に研究所を襲撃した３人組のネクロシスの一人。研究所の鋼鉄の壁を引き千切る程の怪力を誇る。
筋肉ダルマと侮辱されて激怒しジャスティスに襲い掛かるが瞬殺される。
ヒルダ
カイゼルと共に研究所を襲撃した３人組のネクロシスの紅一点の女性ネクロシス。爪が武器。
ヴォルクが瞬殺されるのを見てジャスティスに恐怖を覚える。そしてネクロシスの資格はないとカイゼルに罵られる。
研究所での戦いを生き残るがサウスランド軍に捕らえられ毒の水博士に洗脳手術されてしまう。
ネクロシスなのに人間の兵士に負けてしまうのはかなり情けない。
カイゼルと同様に元人間でありアルティマに血を吸われてネクロシス化した。毒の水博士によってクローンが量産される。
カード使いのネクロシス
モーテル・トミーを襲撃したザンス口調のネクロシス。
モーテル・トミー店主を殺害した後にエリーゼとリボンの部屋に乗り込む。
エリーゼとリボンの会話から入浴中だと妄想し実際はリボンの爪を切っていた事に逆ギレし
カードでエリーゼの服を切り裂く。その後、ジャスティスが現れ
カード・デ・ポンという技を使うがジャスティスに一刀両断にされる。
死に際に遊園地トミーランドへ行くようにジャスティスに告げる。
空流征弩を使うネクロシス
ジョニーがドクノカーからエリーゼとリボンを救出した際に
突如現れたネクロシス。すみませんが口癖。
超光速の拳圧から繰り出される真空波の空流征弩という技を使いジョニーを圧倒する。
その後、下水道を使って下から奇襲をしかけたジャスティスに倒されたかに見えたが
怪物のような姿になって復活。ネクロシスの中でも高等な種族であるらしく細胞再生能力を有している。
サンダーストラックを受けても生き残る耐久力を持つがジャスティスの街中の電気を集めた一撃によって倒された。
クマのぬいぐるみ　
遊園地トミーランドでエリーゼの前に現れたぬいぐるみ。
エリーゼのスカートを切り裂くがジャスティスに一刀両断にされる。
ニワトリのぬいぐるみ　
遊園地トミーランドでエリーゼの前に現れたぬいぐるみ。
双子の魔法でパワーアップして襲い掛かるがジャスティスに斬られた。
ウサギのぬいぐるみ　
遊園地トミーランドでエリーゼの前に現れたぬいぐるみ。
双子の魔法でパワーアップして襲い掛かるがジャスティスに斬られた。
トミーFX　
アルとティマが呼び出した巨大ロボット。身体にトミーFXと名前が書いてある。
ジョニーの必殺技の飛翔爆炎斬で倒される。
怪物
アルティマの居城でジャスティスと戦っていたエイリアンクイーンのような姿をしたネクロシス。
ジャスティスに首を切断されるが首だけになってジャスティスに襲い掛かる。
だが、ジャスティスを助けに現れたジョニーによってトドメを刺された。

### サウスランドの住民
ドレフェス
サウスランド軍の大佐。部下からはカーネルと呼ばれる。ノースランドの廃墟で発見された
斬魔刀の調査をエリーゼに依頼しており、研究所で捕獲したヒルダの調査も毒の水博士に依頼している。
ジャスティスの正体を突き止めようと追跡するがアルティマとの最終決戦以降は登場していない。
毒の水
天才兵器学者。IQ３５０の超弩級天才。
ドレフェス大佐から研究所で捕獲したヒルダの調査を依頼されており、ヒルダに洗脳手術を施す。
また移動研究所のドクノカーFXを保有しており、ヒルダのクローンを量産し生物兵器として利用しようと企んでいた。
ハインツ
エリーゼに仕えるカウフマン家の執事。
ドレフェス大佐から呼び出しの電話があったとエリーゼに伝える。
ピート
エリーゼの部下の眼鏡をかけた研究員。
斬魔刀を抜こうとして手を切り剣に血を付けてしまう。
血を拭こうとするが斬魔刀から出てきた触手に腕を吸収されてしまう。
ワトソン
毒の水の部下の研究員。
ヒルダの鋼のような肉体を改良人間のようだと評価して
ネクロシスの発見を夢のような気分だと語る。
毒の水博士に床に落としたお菓子を食べるか聞かれて断る。
モービッド・エンジェル店主
サウスランド近郊のレストラン。モービッド・エンジェルを営む女性店主。
戦争に行った夫の帰りを待ち続けている。
レイラを倒して失意の底に沈んでいるジャスティスを励まし
最終話でもリボンと共に登場している。
モーテル・トミー店主
研究所を脱出したジャスティス達が宿泊したモーテル・トミーを営む店主。
カード使いのネクロシスによって殺されてしまう。

### その他
タビイ
生後三ヶ月の雄ネコ。

## 単行本
- 山根和俊 『超弩級戦士ジャスティス』 集英社〈ジャンプコミックス〉、全2巻
  1. 1994年5月7日発行、ISBN 4-08-871788-0
  2. 1994年7月9日発行、ISBN 4-08-871789-9